# Пјантоли (Казерта)
Пјантоли је насеље у Италији у округу Казерта, региону Кампанија.
Према процени из 2011. у насељу је живело 110 становника. Насеље се налази на надморској висини од 418 м.